# Reyesacris
Reyesacris is een geslacht van rechtvleugeligen uit de familie veldsprinkhanen (Acrididae). De wetenschappelijke naam van dit geslacht is voor het eerst geldig gepubliceerd in 2011 door Fontana, Buzzetti & Mariño-Pérez.

## Soorten
Het geslacht Reyesacris  is monotypisch en omvat slechts de volgende soort:
- Reyesacris amedegnatoae (Fontana, Buzzetti & Mariño-Pérez, 2011)